# Kurt Neumann (Motorenbauer)

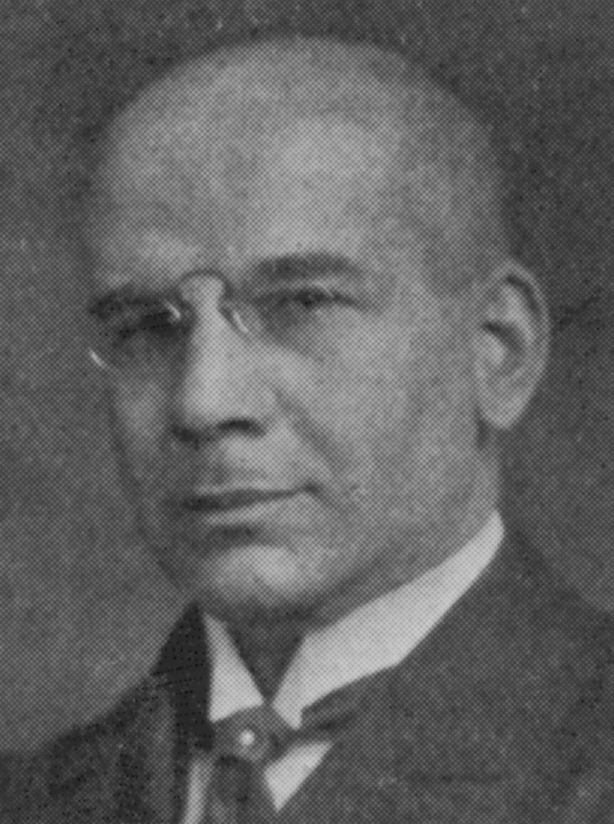
Kurt Neumann, um 1931

Kurt Neumann (* 31. Dezember 1879 in Dresden; † 17. März 1953 in Hannover) war ein deutscher Motorenbauer.  

## Leben
Kurt Neumann studierte an der TH Dresden Maschinenbau. Hier schloss er sich dem Corps Teutonia an. Ab 1905 war er Assistent von Richard Mollier und wurde 1908 mit der Dissertation Untersuchung des Arbeitsprozesses im Fahrzeugmotor zum Dr.-Ing. promoviert. 1912 habilitierte er sich für theoretische Maschinenlehre mit der Schrift Die Vorgänge im Gasgenerator aufgrund des zweiten Hauptsatzes der Thermodynamik. 
1912/13 arbeitete er in der Dieselmotoren-Abteilung der MAN in Nürnberg. Im Ersten Weltkrieg diente er 1917/18 bei der Inspektion der Kraftfahrtruppen. 
1917 wurde er an der TH Dresden zum a.o. Professor für Wärmewirtschaft und Sondergebiete des Maschinenwesens berufen. Mit Max Jakob (1883–1940) untersuchte er die Zündgeschwindigkeit von Benzin und erkannte die Bedeutung der Reaktionsgeschwindigkeit des Brennvorgangs für die Motoreigenschaften.
1920 berief ihn die TH Hannover zum Professor für Technische Wärmelehre, Verbrennungs- und Kältemaschinen. Er gründete das Institut für Verbrennungsmaschinen und Technische Wärmelehre. Zum Dieselmotor erforschte er die Kraftstoff-Druckeinspritzung und untersuchte alle Arbeitsprozesse auf thermodynamischer Grundlage. Er wollte mit hohen Drehzahlen dem Ottomotor näherkommen. 1925 berechnete er als erster den Verdampfungsvorgang im Zylinder, wobei er herausfand, dass bei Schnellläufern die Ladung um ein Vielfaches schneller verbrennen muss, um eine hohe Maschinenleistung zu erhalten. Nachdem alle Versuche mit Schwerölvergasern gescheitert waren, prüfte er 1927 den von Hermann Dorner entwickelten Viertakt-Diesel mit Direkteinspritzung. Zur Steigerung der Verbrennungsgeschwindigkeit wandte er das Aufladen und Ausspülen des Zylinders an. Ab 1930 untersuchte er auch den Mitteldruckmotor mit Fremdzündung. Im November 1933 unterzeichnete er das Bekenntnis der deutschen Professoren zu Adolf Hitler.
Kurt Neumann war Mitglied des Vereins Deutscher Ingenieure (VDI).

## Veröffentlichungen
- Untersuchungen an der Dieselmaschine; 1918–1939
- Das Maschinenlaboratorium C der TH Hannover; 1927
- Die thermodynamischen Grundlagen des Spül- und Ladevorgangs bei Zweitaktmaschinen; 1932
- Junkers-Freikolbenverdichter; 1935
- Fortschritte in der Erkenntnis der dieselmotorischen Verbrennung; 1939